# 昆虫ゼリー
昆虫ゼリー（こんちゅうゼリー）とは、主にカブトムシ類やクワガタムシなど、樹液を主食とする昆虫を飼育する際の餌として製造・販売されている、ゼリー状の人工飼料である。21世紀時点ではカブトムシやクワガタムシの成虫を飼育する上で欠かせない飼料と位置づけられており、これらの昆虫を繁殖するためにタンパク質などの栄養素の含有量を増やしたものなども市販されている。

## 概要
従来、カブトムシやクワガタムシ等、樹液食性昆虫の飼育には、リンゴ、バナナ、スイカ、メロン等の果実が飼料として用いられてきた。これらの果実の、夏期に常温で給餌することによる腐敗の進行の早さや、スイカ・メロンにおける全体の栄養素に対する水分量の多さを解決し、かつプラスチックのカップに封入することで飛び散りの防止、保存性、交換の容易さをはかったものが昆虫ゼリーである。「カブトムシにスイカを与えると早死にする」という説がある一方、林長閑（東洋大学元講師）は、カブトムシにスイカを与えても直ちに早死することはないが、スイカは自然界でカブトムシが好むクヌギなどの樹液に比べて糖度が低いため、スイカを与えるとカブトムシが糖分を得ようと必要以上に水分を摂取してしまうことや、スイカは飼育容器内で放置すると腐敗しやすく、不衛生な環境になりやすいため、スイカばかりを与えていると早死する危険性が高まることを指摘している。
天然樹液を分解して製造されたゼリーや、タンパク質・ビタミンなどの栄養素を強化配合したものなど、さまざまな種類のゼリーが市販されている。特にたんぱく質の含有率が高いゼリーは、メスの産卵数を増やし、産卵後の体力回復にも効果があると言われている。

## 用途
主に、カブトムシやクワガタムシの飼育に用いられ、同様の食性を持つカナブン等の樹液食性ハナムグリ類の飼育にも用いられる。また、樹液が本来の食性ではないアオドウガネ等の食葉性コガネムシ類、コアオハナムグリ等の花粉食性ハナムグリ類、草食性または雑食性の直翅目昆虫の飼育や、食枝性のカミキリムシ類、センチコガネ、ダイコクコガネ等の食糞性コガネムシ類、オサムシ、ハンミョウ、マイマイカブリ、ゴミムシ、カマキリ、キリギリス、コオロギ、鈴虫等の肉食性や雑食性昆虫、トカゲ、ヤモリ、カナヘビ等爬虫類の短期生命維持や水分補給用に用いられることもある。

## 成分
トレハロース等の糖分から作成したシロップを寒天等で凝固させて作る。糖分の主原料に黒糖や果汁が使われているものや、クワガタムシの産卵数を増加させることを謳いタンパク質を配合したものがある。また、果物のような香りをつけるために着色料・香料を添加したものが安価で売られている。

## 使用方法
昆虫ゼリーは、プラスチックのカップにゼリーを入れ、上部をフィルムで蒸着密閉をした形状をしており、フィルムを剥がして飼育容器内に置くという方法が用いられる。ゼリーを食べきってしまうか、一定の期間がたって劣化が見られるようになったら、新しいものと交換する。
置く際には、容器内に敷き詰めた飼育用マットの上にフィルムを剥がして直接容器を置く方法の他、転倒による衰弱死を防止するための止まり木を兼ねた、昆虫ゼリーの容器をはめるのに適した大きさの穴を開けた餌皿を用いることもある。フィルムは剥がさずに切れ込みを十字に入れるという方法が採られることもあり、この場合、発生するゴミがバラバラにならなかったり、ゼリーの飛び散りが抑えられるというメリットがあるが、大型昆虫にとって食べにくい形状になったり、小型昆虫がゼリー容器内で溺死するリスクがあるというデメリットがある。
また、ゼリーが劣化する前にほとんど食べきることのない小型の昆虫や、大顎、頭角が長いなどの理由で容器の底まで口器が届かない昆虫に対しては、専用の器具を利用してフィルムごと縦に2分割して与えるという方法が用いられることもある。

## その他
形状が食品のミニカップ入りゼリーと似ているため、昆虫ゼリーを食べようとする人もいる。成分自体は人体に無害であるが、食品衛生法の基準で製造されているわけではないため、メーカーによっては包装袋に食べないことを促す注意喚起を掲示している。